# Telioneura fuliginosa
Telioneura fuliginosa är en fjärilsart som beskrevs av Rothschild 1910. Telioneura fuliginosa ingår i släktet Telioneura och familjen björnspinnare. Inga underarter finns listade i Catalogue of Life.